# Остін Паверс
Остін Паверс (англ. Austin Powers) — вигаданий персонаж зі збірки фільмів про Остіна Паверса, створений та зображений канадським актором та коміком Майком Маєрсом. Паверс — головний герой фільмів Остін Паверс: Міжнародна людина-загадка (1997), Остін Паверс: Шпигун, який мене спокусив (1999) та Остін Паверс: Ґолдмембер (2002). Головний ворог Паверса — його рідний брат, Доктор Зло.